# چارلز لایبر
چارلز لایبر (انگلیسی: Charles M. Lieber؛ زادهٔ ۱۹۵۹) یک دانشمند در زمینه شیمی و فیزیک کاربردی اهل ایالات متحده آمریکا است.